# Радянський Есперантистський Молодіжний Рух
Радянський молодіжний рух есперантистів (есп. Sovetia Esperantista Junulara Movado, SEJM) — молодіжна організація есперантистів Радянського Союзу (1965—1979). Не мала офіційного статусу.

## Передумови створення SEJM
Інтерес до вивчення есперанто в СРСР почав поширюватися на тлі процесів обмеженої демократизації суспільного життя, що поволі розгорталися з другої половини 1950-х. В Москві та Ленінграді з'являються перші есперанто-клуби. В 1957 році на VI Всесвітній фестиваль молоді і студентів приїхало близько 240 іноземних есперантистів. З 1959 року в Прибалтійських республіках проводять регулярні есперанто-табори.

## Утворення та діяльність SEJM
Середина 1950-х і початок 1960-х років характеризується посиленим вивченням мови есперанто студентами та старшокласниками. Молодь вивчала есперанто самостійно, оскільки через репресії та війну зникла ціла плеяда активних і діяльних есперантистів. Основна маса молоді вивчала есперанто за підручниками, які збереглися в сільських, селищних, шкільних, міських та обласних бібліотеках. Ця молодь утворювала гуртки есперанто при клубах інтернаціональної дружби (КІД). На початку 1960-х років в СРСР існувало близько двох десятків есперанто-клубів, але не було єдиної головної організації, під крилом якої молоді люди могли б працювати на благо есперанто.
У 1965 році була створена організація під назвою Радянський молодіжний рух есперантистів. В 1967—1969 роках SEJM як організація зміцніла, розширилася, зросла як якісно, так і кількісно.
У 1968 році в діяльності есперанто-клубів було впроваджено нововведення — соцзмагання. У соцзмаганні враховувалися такі фактори:
- кількість есперантистів які взяли участь в різних зустрічах;
- кількість опублікованих статей про есперанто в радянській пресі;
- кількість доповідей про есперанто для неесперантистів;
- кількість слухачів цих доповідей;
- кількість кореспондентських зв'язків із зарубіжними есперантистами;
- кількість країн, з якими листувалися радянські есперантисти;
- кількість тих, хто закінчив курси есперанто;
- кількість тих, хто підписався на есперанто журнали і газети;
- кількість різних вечорів, екскурсій, організованих в клубах SEJM.

У 1968 р SEJM мав 10 відділів і служб:
1. кореспондентська служба,
2. магнітофонний служба,
3. відділ культури,
4. перекладацька служба,
5. літературний відділ,
6. науково-технічний відділ,
7. термінологічний відділ,
8. інтерлінгвістічний відділ,
9. фото-служба,
10. методичний відділ.

Кілька років виходив також любительський журнал SEJM.
У 1969 році з'явилися «Статут SEJM» і «Рішення SEJM».
В 1967 році есперанто-табори було розділено на Балтійський та Молодіжний.
Через постійне зростання кількості есперантистів по всьому СРСР в 1977 році було вирішено провести паралельно два есперанто-табори для молоді — для західної і східної частин країни.
Таблиця кількості есперанто-клубів, що діяли в роки існування SEJM:
| 1965 | 1966 | 1967 | 1968 | 1969 | 1970 | 1971 | 1972 | 1973 | 1974 | 1975 | 1976 | 1977 | 1978 | 1979 |
| ---- | ---- | ---- | ---- | ---- | ---- | ---- | ---- | ---- | ---- | ---- | ---- | ---- | ---- | ---- |
| 18   | -    | 51   | 55   | 37   | 25   | 33   | 30   | 37   | 40   | 43   | 46   | 44   | 44   | 44   |

## Ліквідація SEJM
Напівлегальна діяльність SEJM спричинила появу «циркулярного листа» з ЦК КПРС, в якому йшлося про створення в СРСР есперанто-організації в масштабах країни.
27 січень 1978 року СРТД, ЦК ВЛКСМ і ВЦРПС прийняли спільне рішення «Про утворення Асоціації радянських есперантистів».
14 березня 1979 року в Москві відбулася установча конференція Асоціації радянських есперантистів. Засновниками стали три організації: ЦК ВЛКСМ, СРТД і ВЦРПС.
Влітку 1979 року була проведена остання конференція SEJM, учасники якої прийшли до висновку, що спільноти більше не може існувати з ряду причин, серед яких найголовніші такі:
- SEJM не є офіційною організацією і не має права існувати, так як паралельно діє новоутворена офіційна організація;
- видавнича справа в СРСР дозволялася тільки тоді, коли видання були зареєстровані за законом, отже друковані органи SEJM, які розмножувалися нелегально, не мали права на життя. Тим більше що через припинення фінансової діяльності припинялася і видавнича діяльність.

Більшістю голосів було винесено рішення щодо саморозпуску, а активісти SEJM мали перейти до роботи в Асоціації радянських есперантистів, її філіях і комітетах.

## SEJM-2
Молодіжний есперанто-рух було відроджено у грудні 1988 року. В організації передбачалось індивідуальне членство. SEJM-2 мав 36 дійсних членів, кілька кандидатів і підтримуючих. Молоді активісти очолювали діяльні есперанто-клуби, були редакторами друкованих органів, брали участь у керівництві регіональних і національних есперанто-організацій. Президія складалася з 5 членів комітету.
Існували власні друковані органи. Зустрічі: щорічна конференція, молодіжний табір і семінари.
До ініціатив SEJM-2 відноситься створення в 1989 році «Гостьової мережі SEJM» яка в 1990 році мала 41 адресу в 35 населених пунктах СРСР.